# چارلز اسل
چارلز اسل (انگلیسی: Charles Assalé؛ ۴ نوامبر ۱۹۱۱ – ۱۰ دسامبر ۱۹۹۹) سیاستمدار اهل کامرون بود. وی از ۱۵ مه ۱۹۶۰ تا ۱۹ ژوئن ۱۹۶۵ نخست‌وزیر این کشور بود.
چارلز اسل در ۱۰ دسامبر ۱۹۹۹، در سن ۸۸ سالگی درگذشت.